# Curiosity Stream

Logotipo do Curiosity Stream.

O Curiosity Stream (legalmente CuriosityStream Inc.  ), também conhecido como Curiosity Channel, é uma empresa de mídia e serviço de streaming de vídeo por assinatura norte-americana que oferece programação de documentários, incluindo filmes, séries e programas de TV. Foi lançado em 2015 pelo fundador do Discovery Channel, John S. Hendricks.  Em 2021, foi relatado que a empresa tinha aproximadamente 20 milhões de assinantes em todo o mundo  em suas plataformas diretas e agregadas.   
O Curiosity Stream produz documentários e séries originais e, adicionalmente, apresenta conteúdo de produtores como a BBC e a NHK. 

## Visualização e parceiros
Em agosto de 2021, a empresa tinha aproximadamente 20 milhões de assinantes   em 175 países.  Em 2019, estava traduzindo seus programas para russo, sérvio, espanhol, português, mandarim e cantonês. 